# تاچ آی‌دی

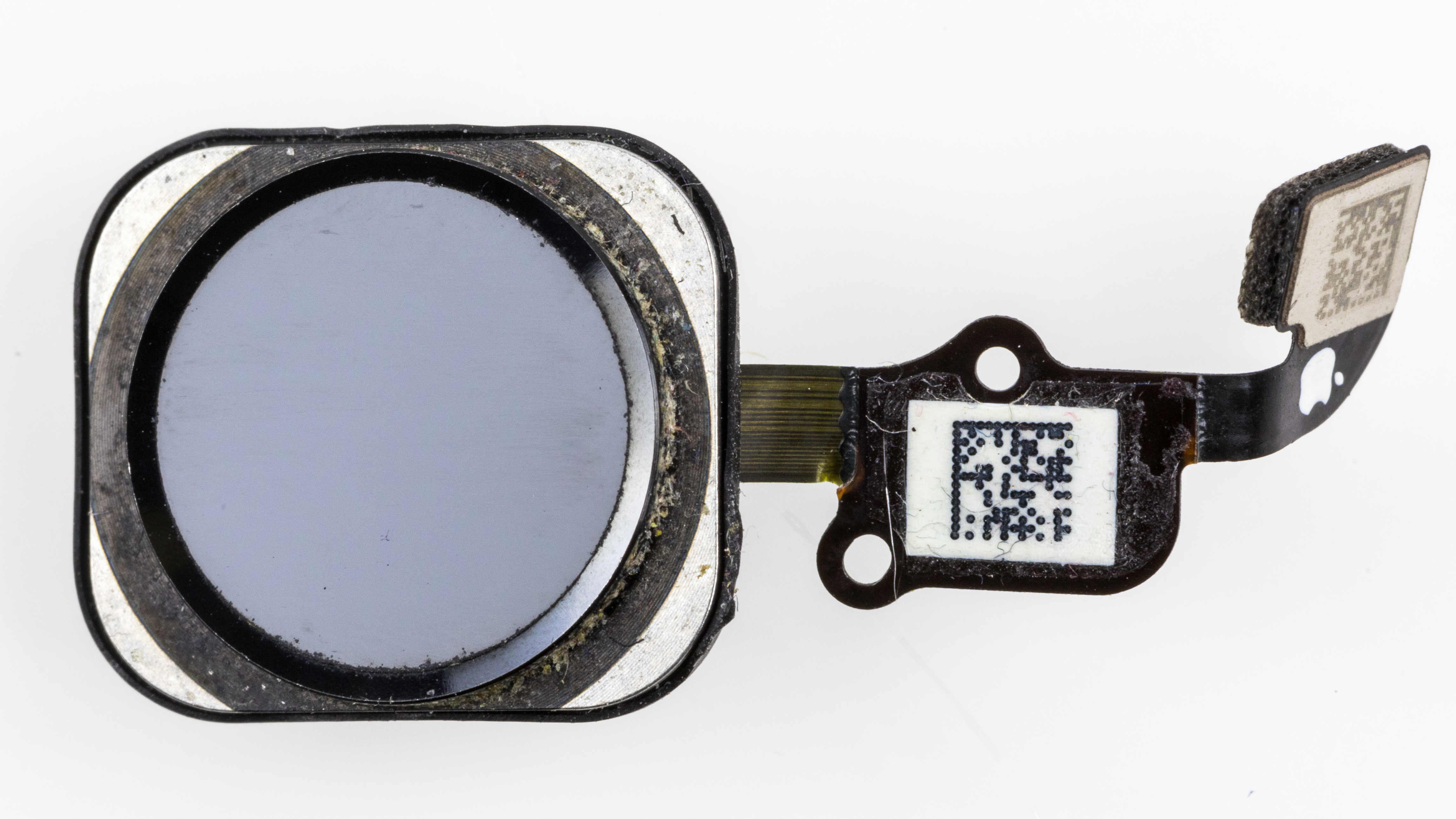
تاچ آی‌دی, iPhone 6s

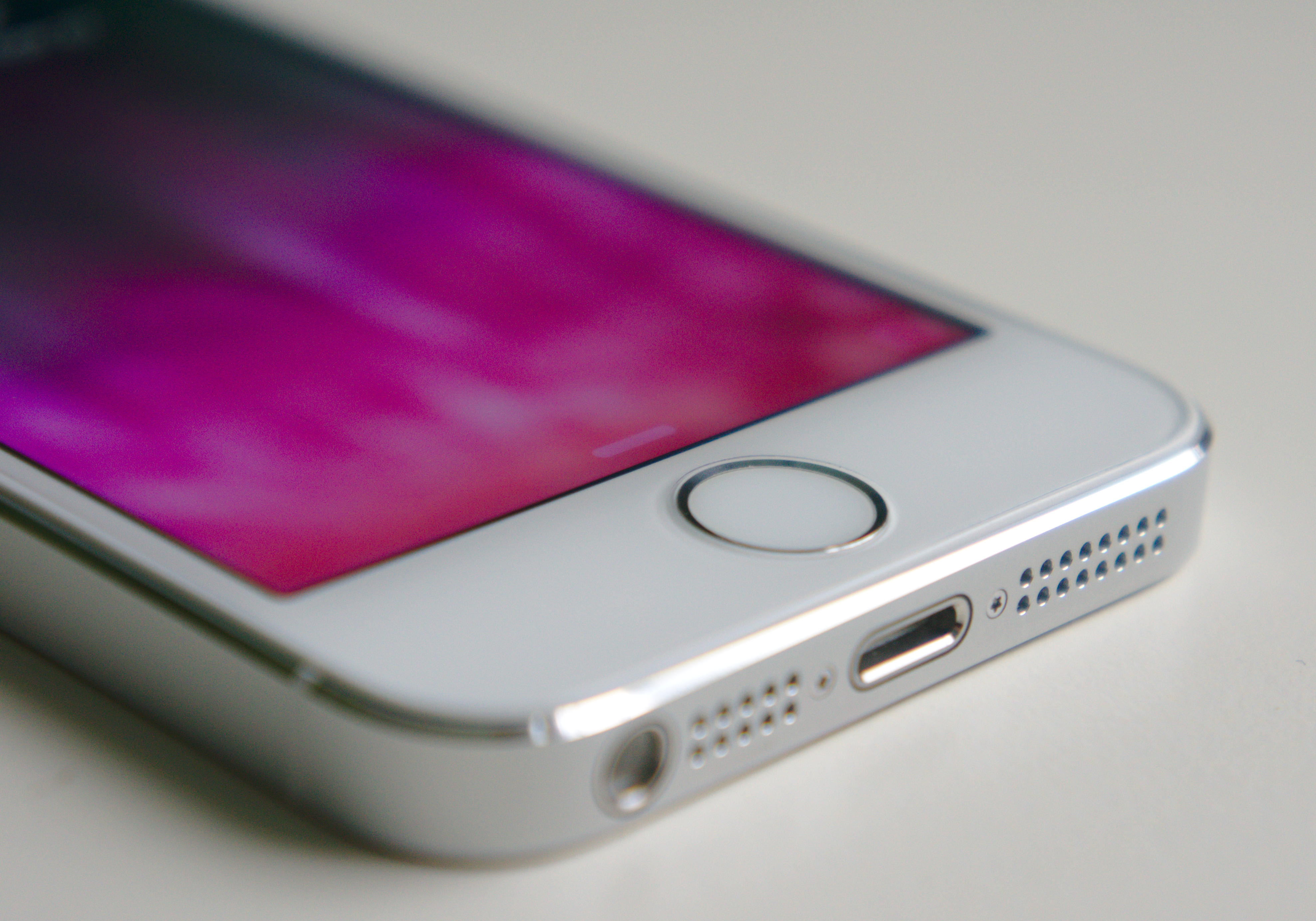
دکمه خانه آیفون ۵اس دارای حسگر تاچ آی‌دی

تاچ آی‌دی (به انگلیسی: Touch ID) یک حسگر اثرانگشت طراحی و ساخته شده توسط شرکت اپل است که هم‌اکنون به صورت استاندارد در آیفون از آیفون ۵اس و آی‌پد از آی‌پد ایر ۲ و مک‌بوک پرو عرضه می‌شود. اپل به سال ۲۰۱۵ با عرضه آیفون ۶اس و ۲۰۱۶ با عرضه مک‌بوک پرو، نسل دوم و سریع‌تر تاچ آی‌دی را نیز عرضه کرد.
تاچ آی‌دی به کاربر اجازه می‌دهد دستگاه‌های ساخت اپل را قفل‌گشایی کند، از فروشگاه‌های مجازی اپل (آی‌تیونز استور، اپ استور، آی‌بوکس) خرید کند، و از راه اپل پی، خریدهای اینترنتی دیگر خود را تأیید هویت کند. اپل اظهار کرده که داده‌های جمع‌آوری شده مرتبط با اثر انگشت کاربران در یک چیپ اپل آ۷ تعبیه شده روی دستگاه و نه در سرورهای رایانش ابری ذخیره می‌شود که این باعث می‌شود دستیابی به اطلاعات اثر انگشت کاربران بسیار سخت باشد.

## تاریخچه
نخستین تلفن همراه با حسگر اثر انگشت، مدل‌های جی ۵۰۰ و جی ۹۰۰ توشیبا بودند که به سال ۲۰۰۷ روانه بازار شدند. اپل به سال ۲۰۱۲ شرکتی ویژه‌کار در زمینه طراحی نرم‌افزارهای اصالت‌سنجی با اثر انگشت به نام آثنتک را به مبلغ ۳۵۶ میلیون دلار خریداری کرد. این باعث شد صاحب نظران پیش‌بینی کنند که اپل قصد ارائه حسگر اثر انگشت در دستگاه‌هایش دارد. اپل در ۱۰ سپتامبر ۲۰۱۳ و پس از گامانه‌زنی‌ها و اطلاعاتی که به بیرون درز پیدا کرده بود، از آیفون ۵اس که پس از آتریکس دومین تلفن همراه دارای حسگر اثر انگشت در بازار آمریکا بود، رونمایی کرد. معاون رئیس بازاریابی اپل، فیل شیلر، از این فناوری در کنفرانس رسانه‌ای اپل رونمایی و دقایق متمادی در رابطه با آن صحبت کرد.
پس از آن، دیگر شرکت‌های سازنده تلفن هوشمند حسگر اثر انگشت را در مدل‌های سال ۲۰۱۴ به این سو تعبیه کردند و این کار را نخست سامسونگ با مدل گلکسی اس۵ آغاز کرد. پس از عرضه اندروید ۶٫۰ (اندروید مارشمالو عرضه شده به تاریخ اکتبر ۲۰۱۵) حسگر اثر انگشت در اندروید نیز همچون تاچ‌آی‌دی که در آی‌اواس ادغام شده، قرار داده شد.
یک تحلیلگر به نام ولز فارگو در سال ۲۰۱۳ پیشبینی کرد که حسگر اثر انگشت تعبیه شده در آیفون ۵اس بازرگانی مبتنی بر تلفن همراه را دگرگون خواهد کرد و جای خود را در دنیای تجارت باز خواهد نمود. وی اظهار داشته که «از آن‌جایی که مصرف‌کنندگان برای انجام معامله‌هایشان یا ذخیره اطلاعات شخصیشان به طور روزافزونی بر بهره‌گیری از تلفن هوشمند تکیه می‌کنند، یک شیوه اصالت‌سنجی قابل اعتماد در دستگاه‌های هوشمند قابل حمل ضروری به نظر می‌رسد».
با رونمایی از آیفون ۶ و ۶ پلاس در سپتامبر ۲۰۱۴، تاچ‌آی‌دی علاوه بر قفل‌گشایی دستگاه و تأیید هویت برای خریدها از اپ استور، با اپل پی نیز ادغام شد. آیفون ۶اس دارای نسل دوم تاچ‌آی‌دی است که دو برابر سریع‌تر از نسل نخست آن است. تا ژوئن ۲۰۱۷، آیفون‌های مدل ۶اس، ۶اس پلاس، ۷ و ۷ پلاس و مک‌بوک پرو ۲۰۱۶ به بعد و آی‌پد پرو نسل دوم تنها دستگاه‌های ساخت اپل هستند که تاچ‌آی‌دی نسل دوم قرار دارد. در واقع تاچ‌آی‌دی نسل دوم چنان سریع دستگاه را قفل‌گشایی می‌کرد که این شبهه را پدیدآورده بود که آیا اصلاً اثر انگشت را به درستی می‌خواند یا خیر. این مشکل با به‌روزرسانی‌ای در آی‌اواس ۱۰ برطرف شد که کاربر را ملزم می‌ساخت برای رسیدن به صفحه خانه، بایستی حتماً دکمه خانه را فشار دهد. با این حال این تنظیمات در قسمت تنظیمات دستگاه قابل بازگردانی بوده و کاربر می‌تواند تنها با لمس دکمه خانه به صفحه خانه برود.
طبق آمارهای یواس‌ای‌ای تا پایان ۲۰۱۵، بیش از ۱ میلیون از اعضایش از تاچ‌آی‌دی اپل برای تأیید هویت در اپلیکیشن یواس‌ای‌ای بهره می‌برده‌اند.یواس‌ای‌ای

## نسل‌ها
| نسل تاچ آی‌دی | مدل |
| ------------ | --- |
| ۱            | - آیفون ۵اس - آیفون اس‌ای - آیفون ۶ - آیفون ۶پلاس - آی‌پد ایر ۲ - آی‌پد مینی ۳ - آی‌پد مینی ۴ - آی‌پد پرو - آی‌پد پرو ۱۲٫۹ (نسل اول) - آی‌پد (۲۰۱۷) |
| ۲            | - آیفون ۶اس - آیفون ۶اس پلاس - آیفون ۷ - آیفون ۷ پلاس - مک‌بوک پرو - آی‌پد پرو - آی‌پد پرو ۱۲٫۹ (نسل دوم)                                       |

## سخت‌افزار

بخش‌های تشکیل‌دهنده تاچ‌آی‌دی.

تاچ‌آی‌دی، توکار دکمه خانه ساخته شده و جنس آن نیز یاقوت کبود برش‌خورده توسط لیزر است که به سادگی خش نمی‌افتد؛ چراکه در صورت خش افتادن، کار شناسایی اثر انگشت مختل شده و تاچ‌آی‌دی از کار خواهد افتاد. تاچ‌آی‌دی دارای یک حلقه از جنس فولاد ضدخش است که بتواند انگشت کاربر را بدون فشار دادن دکمه خانه حس کند. چنانچه انگشت کاربر این حلقه را لمس نکند، تاچ‌آی‌دی کار نخواهد کرد. همچنین دکمه خانه دیگر مقعر نبوده و یک شکل مربع روی آن چاپ نمی‌شود.
حسگر تاچ‌آی‌دی برای شناسایی اثر انگشت کاربر از فناوری حس گنجایشی یا Capacitive Sensing بهره می‌برد. ضخامت حسگر آن ۱۷۰ میکرون، با وضوح پیکسل بر اینچ ۵۰۰ است. کاربر می‌تواند از هر جهت که مایل است انگشتش را روی تاچ‌آی‌دی بگذارد و تاچ‌آی‌دی همچنان قادر است اثر انگشت را بخواند. طبق اظهارات شرکت اپل، تاچ‌آی‌دی قادر است لایه‌های زیرین پوست را نیز بخواند و راه‌اندازی آن نیز بسیار ساده است و با هر بار بهره‌گیری سریع‌تر و بهتر نیز می‌شود. حسگر تاچ‌آی‌دی برای ایجاد «نقشه اثر انگشت»، یک جریان بسیار ضعیف را از لاپوست انگشت فرد عبور می‌دهد و کاربر قادر است تا ۵ نقشه اثر انگشت را در دستگاه ذخیره کند.

## امنیت و حریم خصوصی
تاچ‌آی‌دی را می‌توان با گذرواژه دور زد. از این روست که با وجود نوین بودن آن، به طور کلی امنیتی فردی دستگاه را حتی کاهش هم می‌دهد. اپل اظهار کرده که متوسط امنیت فردی بالا رفته؛ چراکه کاربرانی که تا پیش از تاچ‌آی‌دی، گذرواژه‌ای روی گوشی خود نمی‌گذاشتند، اکنون کمینه از تاچ‌آی‌دی بهره می‌برند.
داده‌های مرتبط با اثر انگشت روی تراشه اپل آ۷، اپل آ۸، اپل آ۸ایکس، اپل آ۹، آپل آ۹ایکس یا اپل آ۱۰فیوژن تعبیه شده روی دستگاه و نه در سرورهای اپل ذخیره می‌شوند.
در سپتامبر ۲۰۱۳، یک باشگاه هرج‌ومرج رایانه‌ای در آلمان اعلام کرد توانسته از سد امنیتی تاچ‌آی‌دی بگذرد. سخنگوی این باشگاه گفت: «امیدواریم با این کارمان خیال مردم را دربارهٔ امن نبودن امنیت مبتنی بر زیست‌سنجشی همچون اثر انگشت راحت کنیم. باعث تاسف ماست که مردم از چیزی که هر روز و همه جا به عنوان یک ردپای امنیتی از خود به جا می‌گذاردند که حتی قادر به عوض کردن آن هم نیستند، برای حفظ امنیتشان استفاده کنند.» با استفاده از پلی‌وینیل استات می‌توان اثر انگشت فرد را کپی‌برداری کرد. دیگران اما اظهار کرده‌اند که این روش آن قدرها هم آسان نیست؛ چراکه وقت و کوشش و هزینه بسیاری نیاز دارد؛ می‌بایست یک نگاره با وضوح بالا از اثر انگشت فرد در اختیار باشد، از مواد بسیار ویژه‌ای بهره برده شود و تجهیزات پیشرفته‌ای به کار گرفته شود که بسیار نیز زمان‌بر است.

## بازخوردها

### سازگاری مصرف‌کنندگان
کوین روز، تحلیلگر، در یک مقاله چاپ مجله نیویورک به سال ۲۰۱۳، گفته بود که مصرف‌کنندگان تمایل چندانی برای بهره‌گیری از حسگر اثر انگشت نداشته و بیش‌تر مایلند از گذرواژه استفاده کنند. وی معتقد بود که تنها بازرگانان به صورت سنتی عادت به استفاده از اصالت‌سنجی زیست‌شنجشی داشته‌اند. با این حال آنان نیز معتقدند که تاچ‌آی‌دی می‌تواند بهره‌گیری از اصالت‌سنجی با اثر انگشت را در میان توده مردم باب کند. وی همچنین نوشت که اگر اپل اجازه بهره‌گیری از تاچ‌آی‌دی را با توسعه‌دهندگان اپلیکیشن‌ها بدهد، آنان نیز می‌توانند از قابلیت‌های تاچ‌آی‌دی در اپلیکیشن‌هایشان بهره گیرند. با این حال آژانس امنیت ملی ایالات متحده آمریکا ممکن است همچنان مجوز بهره‌گیری از تاچ‌آی‌دی را به کارکنانش ندهد.

### مشکلات سخت‌افزاری
روز همچنین اشاره کرده که حسگرهای سیماس (CMOS) که از آن‌ها در تاچ‌آی‌دی نیز استفاده شده، پس از مدتی مستهلک و غیرقابل بهره‌گیری می‌شوند. ممکن است اپل راهی یافته باشد که این حسگرها را بهتر تولید کند اما چنانچه این حسگرها از کار بیفتند، کاربر مجبور می‌شود از گذرواژه بهره گیرد که این خود باعث می‌شود اصالت‌سنجی با اثر انگشت بار دیگر بلااستفاده شود. روز معتقد است که فناوری مبتنی بر اثر انگشت هنوز ناقص است؛ مثلاً به راحتی هک شده یا اینکه نمی‌تواند به درستی اثر انگشت را بخواند؛ به‌ویژه چنانچه انگشت زخمی شده باشد.

### مشکلات امنیتی
آدریان کینگزلی لادز، نویسنده در زددی‌نت گفته است که تاچ‌آی‌دی می‌تواند برای زمانی که مشتری دستگاه خود را می‌آورد مناسب باشد. او معتقد است که شناساگر زیست‌اندازه‌گیر تاچ‌آی‌دی یک لایه امنیتی اضافه به مشتری ارائه می‌کند و باعث می‌شود دیگر دزدیدن گذرواژه بی‌اثر شود. همچنین کودکان دیگر قادر نخواهند بود هزاران دلار خرید ناخواسته به وسیله آیفون‌های بزرگ‌ترهایشان انجام دهند. تاچ‌آی‌دی در واقع پاسخ اپل به جرائمی است که همواره با یا در رابطه با آیفون صورت می‌گیرند و رغبت دزدان آیفون به دزدیدن آن را کاهش می‌دهد.
وی همچنین اشاره کرده که این قابلیت چیزی است که آیفون ۵اس را از ۵سی متمایز می‌کند. آقای روز نیز معتقد است که تاچ‌آی‌دی دزدی آیفون را کاهش خواهد داد. با این همه، برنت کندی، یک تحلیلگر آسیب‌شناسی در ستاد آمادگی برای بحران‌های رایانه‌ای ایالات متحده آمریکا یا United States Computer Emergency Readiness Team ابراز نگرانی کرده که تاچ‌آی‌دی قابل هک شدن است و مردم نباید به این زودی بدان تکیه کنند. فوربز به تاریخچه‌ای از لو رفتن اثر انگشت در گذشته می‌پردازد و اشاره می‌کند که اثر انگشت‌های ذخیره شده روی یک آیفون دزدیده شده ممکن است برای دسترسی بی‌اجازه مورد استفاده قرار گیرند. با این حال در مقاله فوربز اشاره شده که از آن‌جا که دستگاه‌های هویتشناسی زیست‌شنجشی همچون تاچ‌آی‌دی پیش از ورود به بازار مورد آزمایش‌های فراوان قرار می‌گیرند، قابل اعتماد هستند.
گلکسکی نخستین شرکتی بود که با بهره‌گیری از تاچ‌آی‌دی امکان ارسال و دریافت ایمیل کدگذاری شده را فراهم نمود و از این رو از گونه‌ای اصالت‌سنجی چندمرحله‌ای روی دستگاه‌های آی‌اواس بهره برد. این شرکت گفته که کاربران قادرند با تاچ‌آی‌دی به ایمیل‌ها و فایل‌ها دسترسی داشته باشند.
هاگز همچنین بیان کرده که تاچ‌آی‌دی به عنوان گونه‌ای اصالت‌سنجی چندمرحله‌ای یا دومرحله‌ای با ترکیب چیزی که فرد می‌داند (گذرواژه) با «چیزی که فرد هست» (اثر انگشت) یک لایه امنیتی اضافه ایجاد می‌کند. طبق گزارش فوربز چنانچه اصالت‌سنجی چندمرلحه‌ای در دسترس باشد، می‌توان گفت که امینیت به طور کلی ارتقا یافته است.

### نگرانی‌های سازمان‌های دولتی
ستون‌نویس فوربز اندی گرین‌برگ گفته که اینکه نقشه‌های اثر انگشت بر روی دستگاه و نه هیچ سرور رایانش ابری دیگر ذخیره می‌شود، از نظر امنیتی یک برد به حساب می‌آید.

## ی عکس فخ۳ت
- دربارهٔ امنیت تاچ آی‌دی در آی‌فون و آی‌پد – وب‌گاه رسمی
- نحوه بهره‌گیری از تاچ آی‌دی در آی‌فون و آی‌پد – وب‌گاه رسمی